# Quercus aquifolioides
Quercus aquifolioides är en bokväxtart som beskrevs av Alfred Rehder och Ernest Henry Wilson. Quercus aquifolioides ingår i släktet ekar, och familjen bokväxter. Inga underarter finns listade.